# 刘银清
刘银清（1974年9月15日—），是一名中国女子击剑运动员。她曾在2000年夏季奥林匹克运动会中联同队友李娜、梁琴和杨绍崎获得团体重剑铜牌。退役后成为教练。